# Formuladeildin 2007
La stagione 2007 della Formuladeildin, che si è disputata dal 1º aprile al 27 ottobre, è stata organizzata con la formula del girone all'italiana in cui ciascuna squadra ha incontrato per tre volte tutte le altre.
Capocannoniere del torneo è stato Amed Davy Sylla (B36), con 18 reti.

## Formuladeildin 2007

### Squadre partecipanti
- AB Argir (Promosso dalla 1. deild)
- B36 Tórshavn
- B71 Sandur (Promosso dalla 1. deild)
- EB/Streymur
- GÍ Gøta
- HB Tórshavn (Campione 2006)
- Skála ÍF
- KÍ Klaksvík
- NSÍ Runavík
- VB Vágur

### Classifica finale
|    | Classifica   | G  | V  | N | P  | GF | GS | Dif | Pt |
| -- | ------------ | -- | -- | - | -- | -- | -- | --- | -- |
| 1  | NSÍ Runavík  | 27 | 19 | 4 | 4  | 52 | 24 | +28 | 61 |
| 2  | EB/Streymur  | 27 | 17 | 3 | 7  | 58 | 33 | +25 | 54 |
| 3  | B36 Tórshavn | 27 | 15 | 7 | 5  | 47 | 23 | +24 | 52 |
| 4  | HB Tórshavn  | 27 | 15 | 4 | 8  | 59 | 34 | +25 | 49 |
| 5  | GÍ Gøta      | 27 | 11 | 5 | 11 | 46 | 53 | -7  | 38 |
| 6  | Skála ÍF     | 27 | 10 | 4 | 13 | 27 | 40 | -13 | 34 |
| 7  | KÍ Klaksvík  | 27 | 9  | 6 | 12 | 44 | 47 | -3  | 33 |
| 8  | B71 Sandur   | 27 | 9  | 5 | 13 | 39 | 49 | -10 | 32 |
| 9  | AB Argir     | 27 | 4  | 5 | 18 | 30 | 55 | -25 | 17 |
| 10 | VB Vágur     | 27 | 2  | 5 | 20 | 27 | 71 | -44 | 11 |

### Verdetti
- NSÍ Runavík Campione delle Isole Fær Øer 2007; Qualificata per il primo turno di qualificazione di UEFA Champions League 2008/2009.
- EB/Streymur Qualificata per il primo turno di qualificazione di Coppa UEFA 2008/2009.
- B36 Tórshavn Qualificata per il primo turno di Coppa Intertoto 2008/2009.
- AB Argir e VB Vágur retrocesse in 1. deild.
- HB Tórshavn Qualificata per il primo turno di qualificazione di Coppa UEFA 2008/2009 (finalista della Coppa nazionale; prende il posto dell'EB/Streymur, squadra vincitrice della Coppa, ma già qualificata di diritto in Coppa UEFA per aver concluso il campionato in seconda posizione).

## 1. deild
Al termine del torneo di seconda divisione, sono risultate promosse in Formuladeildin ÍF Fuglafjørður (72 punti) e B68 Toftir (61), che tornano in massima divisione dopo un solo anno di permanenza in cadetteria.